# Kielslakken
De kielslakken (Carinaria) vormen een geslacht van slakken uit de familie van de Carinariidae.

## Omschrijving
Deze tot 5 cm lange slakken bevinden zich in het plankton in volle zee, wat maar weinig slakken kunnen. Ze hebben een geleiachtig lichaam. Een huisje ontbreekt of is alleen nog rudimentair aanwezig. Ze lijken ondersteboven te leven. Het huisje (indien aanwezig) bevindt zich meestal onder het lichaam, terwijl de voet, die is omgevormd tot een vinachtig zwemorgaan, zich aan de bovenzijde bevindt.

## Soorten
- Carinaria cithara Benson, 1835
- Carinaria cristata (Linnaeus, 1767)
- Carinaria galea Benson, 1835
- Carinaria japonica Okutani, 1955
- Carinaria lamarckii Blainville, 1817
- Carinaria pseudorugosa Vayssière, 1904